# Charles Lemercier de Longpré

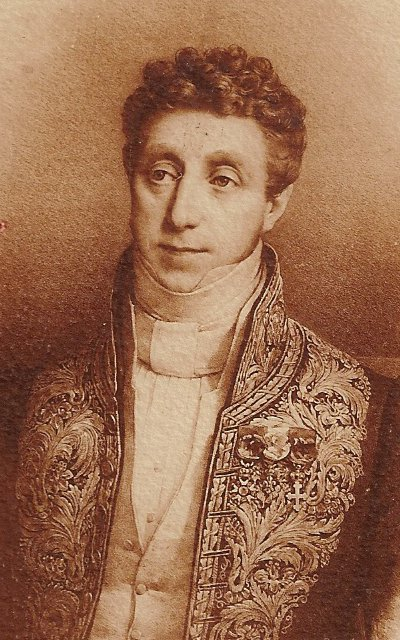
Charles Lemercier de Longpré.

Charles Lemercier (Le Mercher) de Longpré, Baron d’Haussez (* 20. Oktober 1778 in Neufchâtel-en-Bray, Normandie; † 10. November 1854 in Saint-Saëns, Département Seine-Maritime) war ein französischer Politiker, Baron des Kaiserreichs, Abgeordneter während der Restauration und Marineminister zum Ende der Herrschaft von Charles X.

## Biografie

### Herkunft und Familie
Baron d’Haussez stammte aus einer Familie von Richtern des Ancien Régime und war der Sohn von Charles Étienne Le Mercher de Longpré, Gutsherr, Seigneur d’Haussez, Berater des Königs, Gutachter der Vogtei von Neufchâtel, seit 1783 Maître für Anfragen an der Chambre des comptes der Normandie und Anne Louise Bézuel.
Nach seinem Studium schloss sich Haussez der royalistischen Gegenbewegung an, die zum Ende der Revolutionszeit in Erscheinung trat. Im Jahr VII der Revolution diente er in der Armée royale de Normandie (deutsch: „königlichen Armee der Normandie“), wurde polizeilich gesucht und musste untertauchen.
Er war in die Affäre um den Landungsversuch von royalistischen Truppen unter Georges Cadoudal und Jean-Charles Pichegru an der Küste von Biville verwickelt und wurde beschuldigt, das Unternehmen der Verschwörer begünstigt zu haben. Er kam vor Gericht, wurde aber aus Mangel an Beweisen freigesprochen.
In der Folge schloss sich Haussez dem Kaiserreich an und wurde 1805 zum Bürgermeister seiner Heimatstadt Neufchâtel (heute: Neufchâtel-en-Bray) ernannt. Bereits am 2. Januar 1814 war er durch kaiserliches Dekret zum Baron erhoben worden.
Zum Ende der Herrschaft Napoleons wechselte er erneut die Seiten. So war er Anführer der Delegation aus Neufchâtel, die Ludwig XVIII. bei dessen Rückkehr nach Frankreich huldigte, er befehligte nach der Herrschaft der Hundert Tage die Nationalgarde und fungierte als Conseiller Général des Département Seine-Inférieure. Am 22. August 18155 wurde er vom Kollegium dieses Departements zum Abgeordneten gewählt. Zuvor war er am 10. Mai als Kandidat für die Kammer der Hundert Tage (französisch: Chambre des Cent-Jours) für das Arrondissement Neufchâtel-en-Bray gescheitert.
Als Abgeordneter war er gleichfalls Mitglied der ultraroyalistischen Chambre introuvable, in der er der gemäßigteren Mehrheit angehörte und die Auflösung der Kammer im September 1816 begrüßte.

### Präfekt
Im Jahr 1817 überließ er das Bürgermeisteramt von Neufchâtel dem Baron de Villers und begann eine Karriere in der Präfekturverwaltung. Ab dem 28. Mai 1817 wurde er nacheinander zum Präfekten des Département Landes, ab 19. März 1819 des Département Gard und ab 1820 des Département Isère ernannt.
Während dieser letzten Amtszeit brachen 1821 in Zusammenhang mit der Aufstandsbewegung im Piemont auch in Grenoble Unruhen aus. General François Joseph Pamphile de Lacroix verhängte den Ausnahmezustand über das Departement. Diesen ließ Haussez zwar in der Folge zurücknehmen, beteiligte sich allerdings trotzdem an der Niederschlagung der Aufstände.
Am 7. April 1824 wurde Haussez zum Präfekten des Département Gironde ernannt. Bereits ab 1820 hatte er den Titel eines Maître des Requêtes beim französischen Staatsrat inne und wurde 1826 schließlich selbst in den Staatsrat berufen.
Mit Patentschreiben vom 26. April 1827 wurde ihm dann auch in der Restauration der erbliche Titel eines Barons verliehen, nachdem ihm ein Majorat auf dem Land von Haussez zuerkannt worden war.
Am 17. November 1827 wurde er erneut in die Abgeordnetenkammer gewählt, und zwar für den Wahlbezirk Dax des Departements Landes10. Er gehörte der Mehrheit an, doch als Charles X. sich von Vicomte de Martignac trennte, um Jules de Polignac zur Bildung eines neuen Ministeriums aufzurufen, legte Haussez sein Mandat nieder und nahm am 23. August 1829 das Marineministerium als Nachfolger von Vizeadmiral de Rigny an.

### Als Marineminister
In seiner Dienstzeit trieb Haussez zusammen mit Bourmont und Guernon-Ranville die Vorbereitung und Durchführung der Expedition nach Algier entscheidend voran. Nachdem diplomatische Lösungen über den ägyptischen Herrscher Muhammad Ali Pascha und den Konsul Pierre Deval (Hauptartikel → Der Affront mit dem Fliegenwedel von Dey Hussein) sowie eine Intervention Großbritanniens gescheitert waren, hatte die französische Regierung unter Charles X. beschlossen, dass Frankreich sich für diesen Konflikt vorbereiten würde. Haussez ließ die Vorbereitungen für den Kriegseinsatz mit großer Anstrengung vorantreiben. In allen Häfen des Königreichs verdoppelte er die Anzahl der Arbeiter und deren Lohn und charterte in weniger als drei Monaten hundert Kriegsschiffe und vierhundert Transportschiffe. Die meisten Admiräle erklärten die Landung zwar für unmöglich, aber das tat dem Entschluss des Ministers keinen Abbruch. Er setzte sich, gestützt auf die Meinung zweier an der Blockade von Algier beteiligter Schiffskapitäne, Gay de Taradel und Dupetit-Thouars, darüber hinweg, lehnte die Ernennung von Albin Roussin zum Flottenkommandeur ab und übertrug stattdessen Victor Guy Duperré, damals Seepräfekt in Brest, das Kommando über die Flotte. Seine Aktivitäten trugen dazu bei, dass die Expedition nach Algier letztlich erfolgreich verlief.
Am 25. Juli 1830 unterzeichnete Haussez die Ordonnanzen von Saint-Cloud (auch: Juliordonnanzen), wobei er einige formale Anmerkungen machte.
Nach Beginn der durch die Juliordonnanzen mit ausgelöste Julirevolution von 1830 erschien Haussez am 28. Juli erneut in Saint-Cloud bei Charles X. und ging von dort aus über Saint-Saëns nach Dieppe und von dort nach England.

### Exil und Rückzug
Als Anhänger der Monarchie der Restauration und als Beteiligter des Prozesses gegen vier ehemalige Minister des Königs am 21. Dezember 1830 wurde Haussez am 11. April 1831 in Abwesenheit zu lebenslanger Haft verurteilt. Er verbrachte seine Zeit im Exil mit Besuchen in Italien, der Schweiz, Deutschland und Mitteleuropa (Ungarn, Siebenbürgen) und kehrte im Zuge der Amnestie von 1839 nach Frankreich zurück.
Seinen Wohnsitz wählte Haussez wiederum im Département Seine-Inférieure. Nachdem er sich von der Politik losgesagt hatte, veröffentlichte er Berichte über seine Reisen.
Haussez starb 1854 im Schloss Saint-Saëns, in dem heute ein Golfclub untergebracht ist, und wurde in der Familienkapelle auf dem Friedhof von Les Ventes Saint Rémy beigesetzt.

## Ehrungen und Auszeichnungen
Haussez wurde am 22. August 1824 zum Offizier der Ehrenlegion ernannt.
Eine Straße in seiner Geburtsstadt Neufchâtel en Bray, in der er Bürgermeister war, ist nach ihm benannt.

## Heirat und Nachkommenschaft
Er heiratete am 3. Oktober 1796 (12. Vendémiaire Jahr V) in Neufchâtel Rose Catherine Emilie Patry des Hallais (1782–1866), Tochter von Charles Denis Hippolyte Patry des Hallais, Berater des Königs und Auditor der Chambre des Comptes der Normandie, und Emilie Félicité Adélaïde Estard de Tourneville. Beide hatten eine Tochter, die bereits vor ihnen verstarb.

## Veröffentlichungen
Baron d’Haussez veröffentlichte während seines Exils und danach mehrere Schriften zu Politik und Verwaltung sowie Reiseberichte:
- Réflexions d’un ami du roi, par M. ***, ancien député. 1816.
- Un mot à M. de Chateaubriand. 1817.
- Considérations sur l’agriculture et l'industrie dans les Landes. 1817.
- Des routes et des canaux. 1828.
- Souvenirs pour servir à la statistique du département de l’Isère. Imprimerie de Lanefranque. Bordeaux. 1828.
- Philosophie de l’exil. 1832.
- La Grande Bretagne en 1833. 2 Bände.A. Pinard. Paris. 1833.
- Voyage d’un exilé. De Londres à Naples et en Sicile. 2 Bände. 1835.
- Alpes et Danube. Voyage en Suisse, Styrie, Hongrie et Transylvanie. 2 Bände. 1837.
- Moi. 1854.
- Mémoires du baron d’Haussez, dernier ministre de la marine sous la Restauration, publiés par son arrière-petite-fille la duchesse d’Almazan.
- Introduction et notes par le comte de Circourt et le comte de Puymaigre. 2 Bände. Calmann Lévy éditeur. Paris. 1896–1897.